# Yeoin janhoksa moulleya moulleya
Yeoin janhoksa moulleya moulleya é um filme de drama sul-coreano de 1984 dirigido e escrito por Lee Doo-yong. Foi selecionado como representante da Coreia do Sul à edição do Oscar 1985, organizada pela Academia de Artes e Ciências Cinematográficas.

## Elenco
- Won Mi-kyung: Gillye
- Shin Il-ryong: Yun-bo
- Moon Jung-suk: Mãe
- Choe Sung-kwan: Pai
- Park Min-ho
- Choe Seong-ho
- Moon Mi-bong
- Yang Chun
- Hyun Kill-soo
- Choe Jeong-won